# Saison 6 de Papa Schultz
Chronologie
Saison 5
Cet article présente la sixième saison de la série télévisée américaine Papa Schultz (Hogan's Heroes).

## Distribution

### Acteurs principaux
- Bob Crane : colonel Robert E. Hogan
- Werner Klemperer : colonel Wilhelm Klink
- John Banner : sergent Hans Schultz
- Robert Clary : caporal Louis LeBeau
- Richard Dawson : caporal Peter Newkirk
- Kenneth Washington : sergent Richard Baker
- Larry Hovis : sergent Andrew Carter

### Acteurs secondaires
- Leon Askin : General Albert Burkhalter
- Sigrid Valdis : Hilda
- Howard Caine : Major Wolfgang Hochstetter
- Walter Janowitz : Oscar Schnitzer
- Jon Cedar : Caporal Karl Langenscheidt
- Bernard Fox : Colonel Crittendon (épisodes 4 et 5)
- Nita Talbot : Marya la Russe blanche (épisode 20)
- Arlene Martel : résistante allemande le Tigre (épisode 11)

## Liste des épisodes

### Épisode 3:Colonel Gauguin
- Jon Cedar: Caporal Karl Langenscheidt

### Épisode 7:Commandant Schultz
- Jon Cedar: Caporal Karl Langenscheidt